# Pianoconcert nr. 1 (Tsjaikovski)
Het Pianoconcert nr. 1 in bes mineur, opus 23 van de Russische componist Pjotr Iljitsj Tsjaikovski is een van de beter ontvangen werken van de componist. Tsjaikovski begon aan dit werk in november 1874 en voltooide het pianoconcert in februari van het jaar daarop.
Het concert bestaat uit drie delen:
1. Allegro non troppo e molto maestoso - Allegro con spirito  (3/4 maat - 4/4 maat, bes-mineur - Des-majeur - bes-mineur - Bes-majeur)
2. Andantino semplice - Prestissimo  (6/8 maat, Des-majeur)
3. Allegro con fuoco  (3/4 maat, bes-mineur - Bes-majeur)

## Geschiedenis

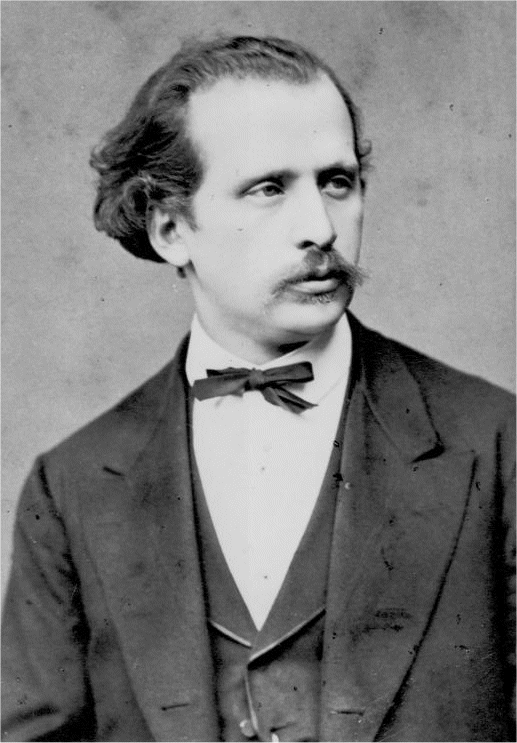
Nikolaj Rubinstein

Tsjaikovski was bij het schrijven van het pianoconcert een beetje aarzelend, wat toe te schrijven was aan het gebrek aan zelfvertrouwen in het schrijven van de voor hem nieuwe muziekvorm: het pianoconcert. Toen hij het werk in februari 1875 eenmaal af had, bracht hij het naar de pianist Nikolaj Rubinstein voor commentaar. Rubinstein hoorde het concert met schrik in het hart aan en maakte het werk daarop zorgvuldig met de grond gelijk. De muziek was te plompverloren en onhandig gecomponeerd en moest maar geheel herschreven worden. Tsjaikovski verliet hierop Rubinsteins vertrek en zwoer geen noot aan het pianoconcert te wijzigen. Deze belofte maakte hij waar. Hans von Bülow speelde de première te Boston op 25 oktober 1875 tijdens een tournee door de Verenigde Staten van Amerika. Amerikaanse critici waren evenmin tevreden met het concert. Het was te moeilijk om ooit populair te worden. In Moskou waren ze ook niet al te blij met het concert na de première. Het werk moest echter even op de mensen inwerken en al gauw bedaarden de gemoederen. Het concert werd een klassieker, waarbij zelfs Nikolaj Rubinstein van mening veranderde.

## Het pianoconcert

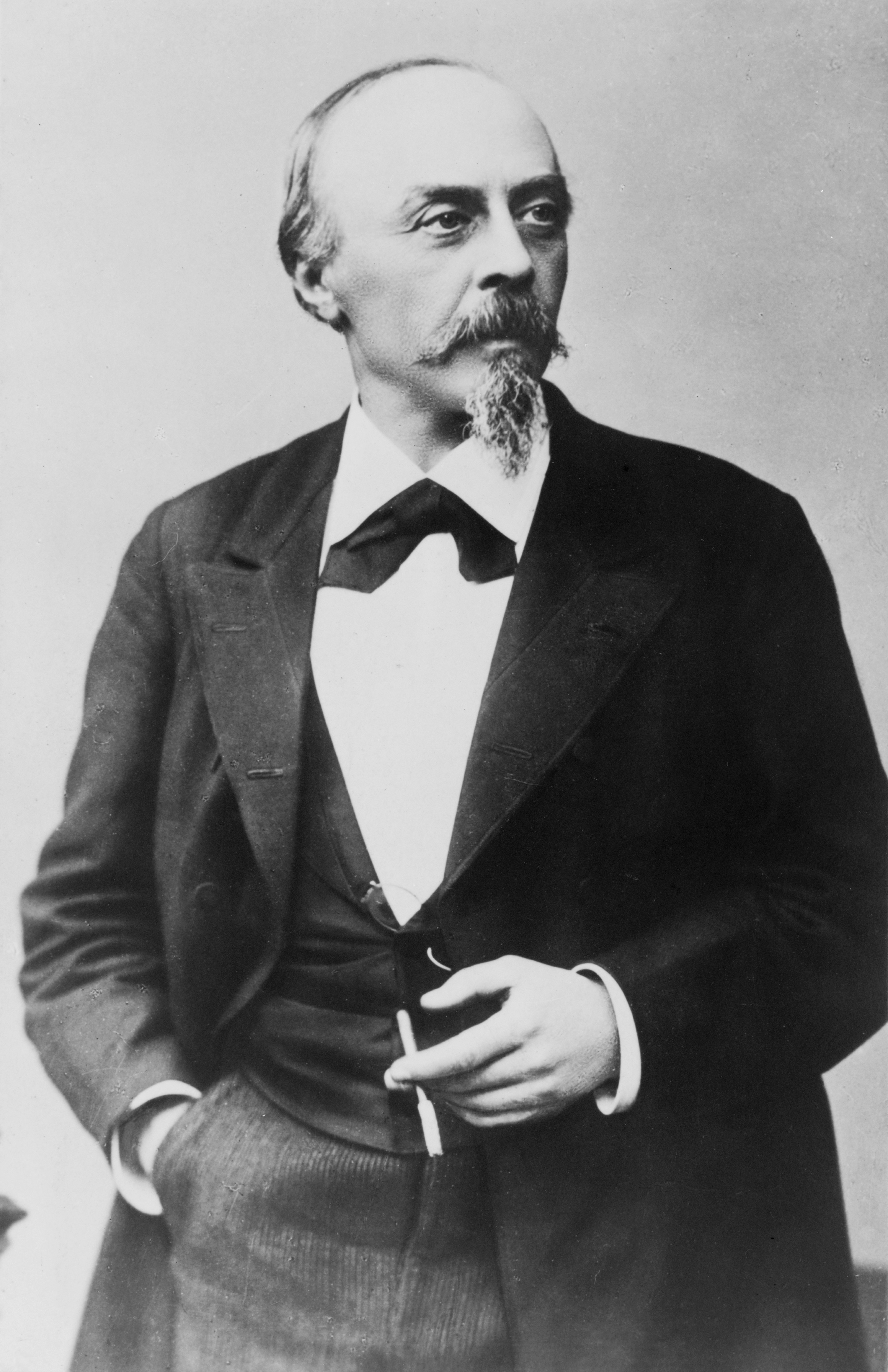
Hans von Bülow dirigeerde de première te Boston op 25 oktober 1875.

Het concert start met rake intervallen van de hoorns steeds gevolgd door een staccato van het orkest waarna de piano invalt met akkoorden. Een romantische melodie van de strijkers staat de klappen van de piano bij. Na een kleine solo nemen piano en orkest de melodie weer op met een groots vertoon van virtuositeit van de pianist. De openingsmelodie verdwijnt nu en zal niet meer retourneren. Hierop volgt het hoofdthema. Door een duidelijke ommezwaai van ritme en tempo ontstaat een verandering in de sfeer die het eerste deel uitdraagt. Een hortend ritme volgt waarbij solist en orkest een gesprek aangaan. De muziek verandert wederom van sfeer wanneer de blazers het tweede thema openen. Wanneer dit thema zich heeft gesetteld voegt de piano zich daar aftastend bij. Bedachtzame melodische passages volgen. De spanning neemt toe wanneer de piano en orkest verstrikt raken in een muzikaal oproer. De heftige wisseling die hierop volgt vindt haar hoogtepunt in een solo voor de piano die het startsein geeft voor het protserige, pompeuze slot van dit deel.
Hoewel het eerste deel meer nationalistisch van aard lijkt te zijn, is het Andantino simplice ontleend aan een Frans wijsje. Een bedachtzame en serene solo voor de fluit bijgestaan door pizzicato spelende strijkers opent het tweede deel. De fagotten en strijkers zetten de melodie nu vast die fijnzinnig wordt overgenomen door de piano. De melodie wordt overgenomen door twee cello's terwijl de piano rustig op de achtergrond aanwezig blijft. Een plotselinge versnelling doet de prettige sfeer een beetje teniet. Deze walsachtige balorigheid is van korte duur. Middels een solo voor de piano keert de eerdere sfeer terug.
Het Allegro con fuoco is geschreven in rondovorm geïnspireerd op een Oekraïens volkswijsje. De piano zet het thema met kracht en tempo in voordat orkest en solist aan een krachtige wisselwerking beginnen. Een meer lyrisch tweede thema volgt. Het openingsthema is snel weer terug maar met een toegenomen intensiteit welke groter en groter wordt door een versnelling van tempo terwijl de finale aanbreekt.

## Trivia

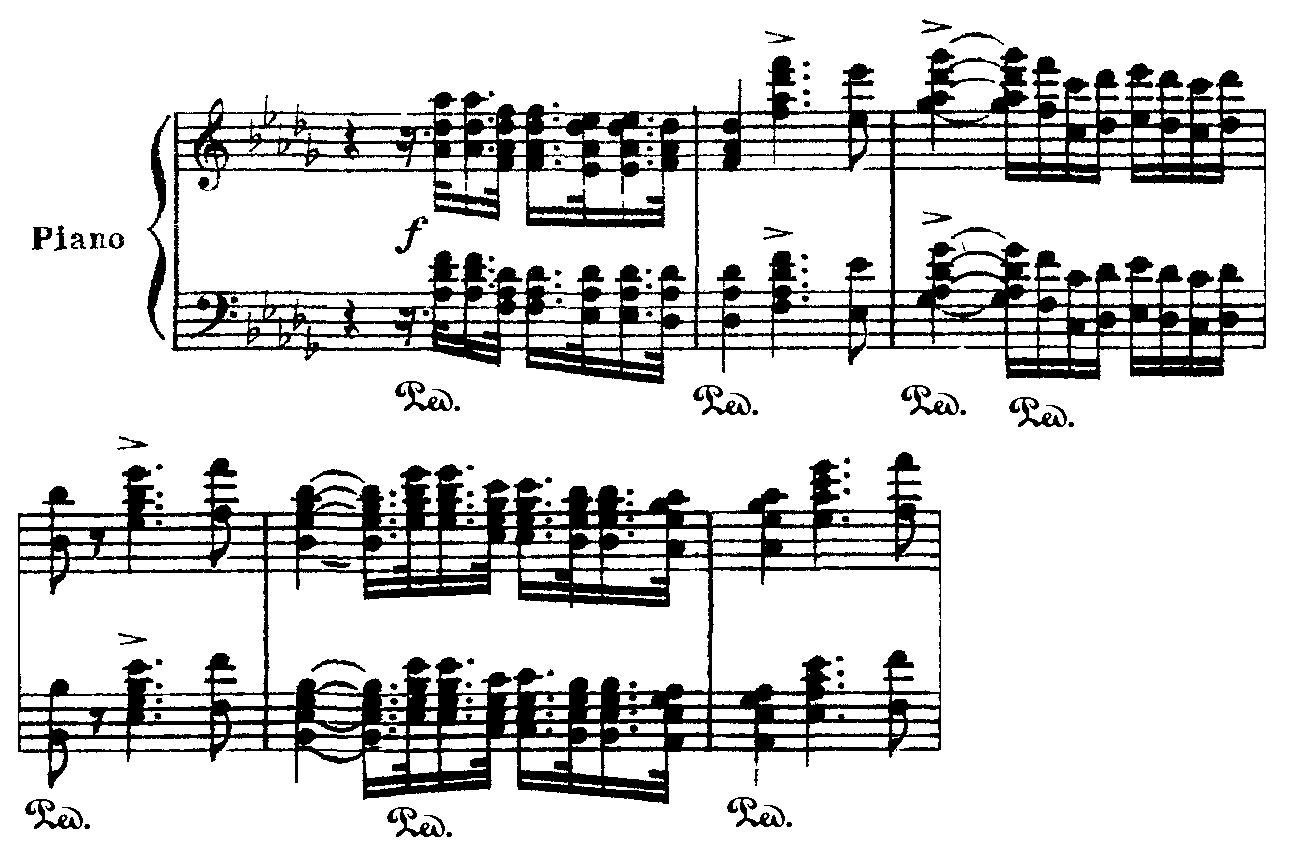
Het hoofdthema zoals gespeeld door de piano

- De openingsakkoorden van het pianoconcert liet de Amerikaanse pianist en entertainer Liberace veelvuldig terugkomen in zijn klassieke-muziekmedleys.[1]
- In een Monty Python-sketch werd de Russische meesterpianist Sviatoslav Richter voor gek gezet. Tijdens een opvoering van Tsjaikovski's eerste pianoconcert moest hij bij opkomst zich losmaken uit verscheidene handboeien, touwen en een juten zak terwijl het orkest al begonnen was met spelen.[2]
- Tijdens de Olympische Spelen van 2020 en de Olympische Winterspelen van 2022 werd de opening van het pianoconcert in plaats van het Russische volkslied gespeeld voor de ploeg van het Russisch Olympisch Comité. (Rusland mocht vanwege dopingschandalen zowel in 2020 als in 2022 geen landenploeg sturen naar de Spelen. Russische atleten zonder dopingverleden deden daarom mee onder een neutrale vlag als het ROC.).